# 1977-es kupagyőztesek Európa-kupája-döntő
Az 1977-es kupagyőztesek Európa-kupája-döntő a 17. KEK-döntő volt. A trófeáért a nyugatnémet Hamburger SV, és a címvédő belga Anderlecht mérkőzött az amszterdami Olimpiai Stadionban. A mérkőzést 2–0-ra nyerte a Hamburg.
A nyugatnémet csapat részt vehetett az 1977-es UEFA-szuperkupa döntőjében.

## A mérkőzés
| 1977. május 11. 20:15 |

| Hamburger SV                      | 2–0   | Anderlecht |
| --------------------------------- | ----- | ---------- |
| Volkert 78' (11-esből) Magath 88' | (0–0) |            |

| Olimpiai Stadion, Amszterdam Nézőszám: 58 000 Játékvezető: Patrick Partridge (angol) |

| HAMBURGER SV: |   |                   |
|               |   |                   |
| GK            | 1 | Rudolf Kargus     |
| DF            |   | Manfred Kaltz     |
| DF            |   | Hans-Jürgen Ripp  |
| DF            |   | Peter Nogly       |
| DF            |   | Peter Hidien      |
| MF            |   | Caspar Memering   |
| MF            |   | Felix Magath      |
| MF            |   | Ferdinand Keller  |
| FW            |   | Arno Steffenhagen |
| FW            |   | Willi Reimann     |
| FW            |   | Georg Volkert     |
| Vezetőedző:   |   |                   |
| Kuno Klötzer  |   |                   |

| ANDERLECHT:      |   |                       |  |            |
|                  |   |                       |  |            |
| GK               | 1 | Jan Ruiter            |  |            |
| DF               |   | Gilbert Van Binst     |  |            |
| DF               |   | Erwin Vandendaele     |  |            |
| DF               |   | Jean Thissen          |  |            |
| DF               |   | Hugo Broos            |  |            |
| MF               |   | Jean Dockx            |  | lecserélve |
| MF               |   | Ludo Coeck            |  |            |
| MF               |   | Arie Haan             |  |            |
| MF               |   | François Van der Elst |  |            |
| FW               |   | Peter Ressel          |  |            |
| FW               |   | Rob Rensenbrink       |  |            |
| Cserék:          |   |                       |  |            |
| FW               |   | Ronny van Poucke      |  | becserélve |
| Vezetőedző:      |   |                       |  |            |
| Raymond Goethals |   |                       |  |            |

| Az 1976–1977-es kupagyőztesek Európa-kupája győztese |
| ---------------------------------------------------- |
| Hamburger SV 1. cím                                  |